# Kiarn Kelly
Kiarn Kelly (ur. 7 lutego 1988) – australijska judoczka.
Startowała w Pucharze Świata w 2009, 2012, 2014 i 2015. Srebrna medalistka mistrzostw Oceanii w 2012 i brązowa w 2013. Wicemistrzyni Australii w 2014 roku.